# كلاتة غورني (ميانكوه)
كلاتة غورني (بالفارسية: کلاته گورنی) هي قرية تقع في إيران في خراسان رضوي. يقدر عدد سكانها بـ 77 نسمة بحسب إحصاء 2016.